# Crime de lesa-majestade
O crime de lesa-majestade (Lèse-majesté) é o crime de traição contra Sua Majestade, ou violar a dignidade de um soberano reinante ou contra o Estado. Em alguns casos os condenados eram punidos com execução pública por meio de tortura, seus bens se tornariam propriedade da Coroa e sua família condenada à infâmia.
| “ | Exemplo: Lesa-majestade quer dizer traição cometida contra a pessoa do Rei, ou seu Real Estado, que ele de tão grave e abominável crime, e que os antigos sábios tanto estranharam, que o comparavam à lepra; porque assim como esta enfermidade enche todo o corpo, sem nunca mais se poder curar, e empece ainda aos descendentes de quem a tem, e aos que com ele conversam, assim que ele será apartado da sociedade: assim o erro da traição condena o que a comete, e empece e infama aos de sua linhagem, posto que não tenham culpa. | ” |
|   | — Do texto original das Ordenações Filipinas. |   |

Por igual crime de lesa-majestade, em 1759, no reinado de D. José I de Portugal, a família Távora, no processo dos Távora, havia padecido de morte cruel: tiveram os membros quebrados e foram queimados vivos, mesmo sendo os nobres mais importantes de Portugal. A Rainha Dona Maria I sofria pesadelos devido à cruel execução dos Távoras ordenada por seu pai D. José I e terminou por enlouquecer.

## Atualidade
Com o desaparecimento da monarquia absoluta na Europa (com exceção da Cidade do Vaticano), a lesa-majestade passou a ser considerada menos criminosa. No entanto, certos atos maliciosos que antes seriam classificados como crime de lesa-majestade ainda podem ser processados. As repúblicas que surgiram ao fim das monarquias geralmente ainda classificam como crime qualquer ofensa aos mais altos representantes do estado. A lei Lesa-majestade ainda é aplicada em monarquias fora da Europa, como a Tailândia ou o Camboja.

### Tailândia
O código penal da Tailândia proíbe a lesa-majestade desde 1908. Em 1932, quando a monarquia da Tailândia deixou de ser absoluta e uma constituição foi adotada, ela também incluía uma linguagem que proibia a lesa-majestade. A Constituição da Tailândia de 2016, e todas as versões anteriores desde 1932, contêm a cláusula, "O Rei será entronizado em uma posição de adoração reverenciada e não será violado. Ninguém deve expor o Rei a qualquer tipo de acusação ou ação." 
O código penal tailandês elabora no artigo 112: "Quem difamar, insultar ou ameaçar o Rei, a Rainha, o Herdeiro aparente ou o Regente, será punido com pena de prisão de três a quinze anos." O que falta no código, entretanto, é uma definição de quais ações constituem "difamação" ou "insulto". De 1990 a 2005, o sistema judiciário tailandês viu apenas quatro ou cinco casos de lesa-majestade por ano. De janeiro de 2006 a maio de 2011, no entanto, mais de 400 casos foram a julgamento, um aumento estimado de 15 vezes.